# Arctosa albopellita
Arctosa albopellita är en spindelart som först beskrevs av Ludwig Carl Christian Koch 1875.  Arctosa albopellita ingår i släktet Arctosa och familjen vargspindlar.
Artens utbredningsområde är Etiopien. Inga underarter finns listade i Catalogue of Life.